# Strzemeszna

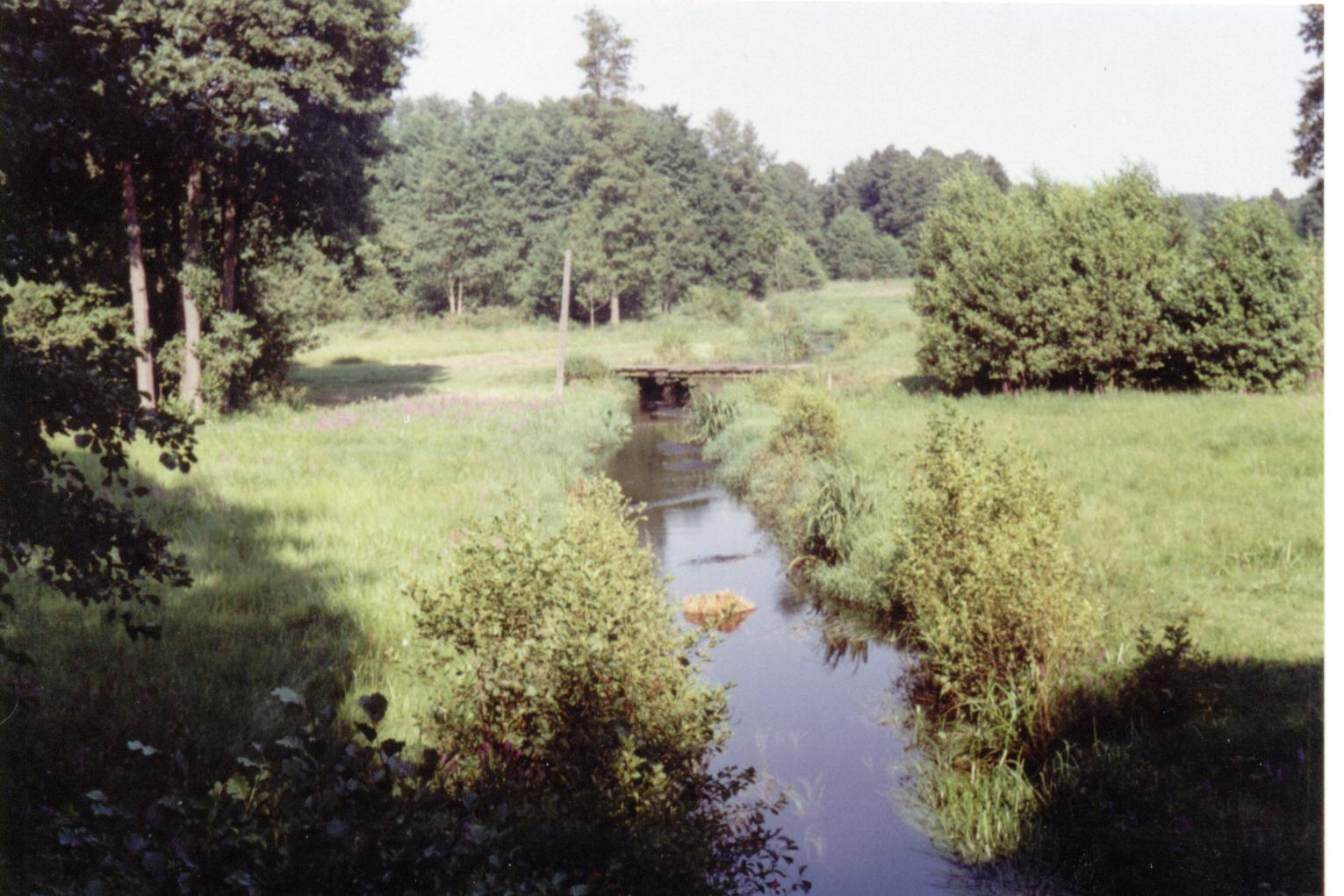
Łąki w pobliżu wsi i strumień przez nie płynący, ok. 300 m dalej wpadający do Krzemionki

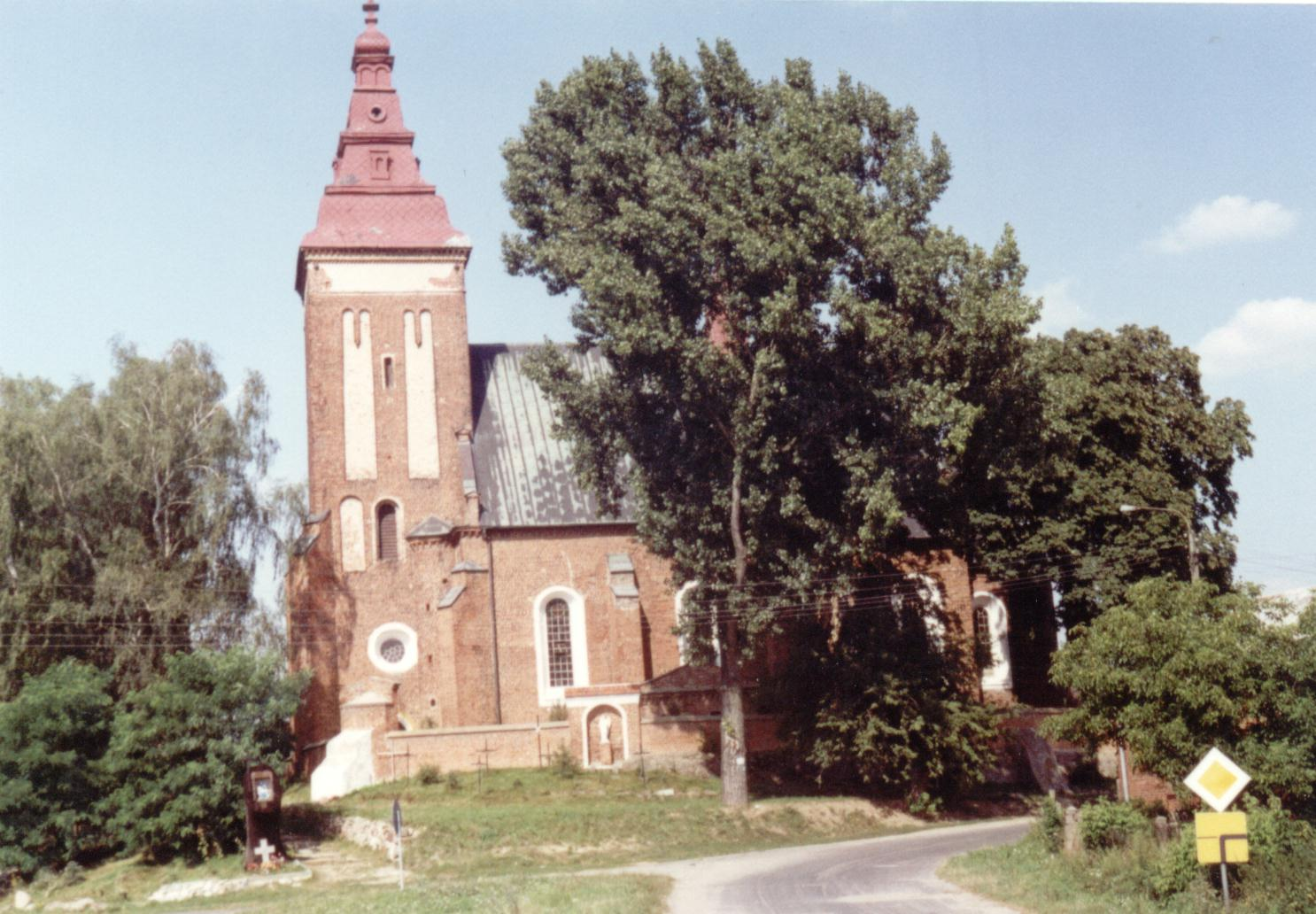
Kościół św. Jakuba Apostoła w Krzemienicy – parafialna świątynia mieszkańców Strzemeszy

Strzemeszna – wieś w Polsce położona w województwie łódzkim, w powiecie tomaszowskim, w gminie Czerniewice.
W latach 1975–1998 miejscowość administracyjnie należała do województwa piotrkowskiego.
Strzemeszna leży w północno-wschodniej części województwa łódzkiego, ok. 3 km na południe od międzynarodowej drogi szybkiego ruchu E67 Warszawa – Katowice (tzw. Gierkówki), w odległości ok. 90 km na południowy zachód od Warszawy. Odległość od stolicy województwa – Łodzi wynosi ok. 80 km. Tomaszów Mazowiecki (siedziba powiatu) leży ok. 14 km na południowy zachód od wsi.
Osada leży przy bocznej szosie prowadzącej z Krzemienicy; drogi w kierunku innych osad są niewyasfaltowane.
Strzemeszna to typowa ulicówka, długości ponad kilometra, złożona z kilkudziesięciu jednorodzinnych domów. Zbudowania we wsi są parterowe, o dwuspadowych dachach, stosunkowo nowe, murowane. Droga stanowiąca oś osady jest wyasfaltowana, a przy niej stoją latarnie, zainstalowane w latach 70. 
 We wsi zamieszkuje ok. 350 osób.
W okolicy wsi znajdują się głównie pola uprawne, łąki i niewielkie lasy.
Wzdłuż osady, kilkadziesiąt do kilkuset metrów na północ od zabudowań płynie niewielka rzeczka Krzemionka.
Pod względem organizacji kościelnej Strzemeszna należy do parafii św. Jakuba Apostoła w odległej o ok. 2 km. Krzemienicy, gdzie znajduje zabytkowy kościół z końca XVI w.
W czasie potopu szwedzkiego, 24 sierpnia 1656 r. w pobliżu wsi rozegrała się bitwa pomiędzy wojskami polskimi dowodzonymi przez Stefana Czarnieckiego a wojskami szwedzkimi. W jej wyniku zwycięskie oddziały polskie odzyskały część zrabowanych przez Szwedów w Krakowie dóbr. Drugim skutkiem bitwy było spalenie Strzemeszny oraz pobliskich Czerniewic i Lipia.